# Miss Nouveau-Mexique USA
Miss Nouveau-Mexique USA (en anglais : Miss New Mexico USA) est un concours de beauté féminin, destiné aux jeunes femmes souhaitant représenter l’État du Nouveau-Mexique à l’élection de Miss USA. À ce jour, une seule Miss Nouveau-Mexique USA a remporté le titre de Miss USA : il s’agit de Mai Shanley, Miss Nouveau-Mexique USA 1984.

## Lauréates
| Année | Nom                       | Origines          | Âge[A] | Classement à Miss USA                     | Récompense spéciale                             | Notes |
| ----- | ------------------------- | ----------------- | ------ | ----------------------------------------- | ----------------------------------------------- | --- |
| 1952  | Kay Nail                  |                   |        |                                           |                                                 | |
| 1955  | Joan Schwartz             |                   |        | Demi-finaliste                            |                                                 | |
| 1956  | Jackie Brown              | Albuquerque       |        |                                           |                                                 | |
| 1957  | Patricia Stafford         |                   |        |                                           |                                                 | |
| 1958  | Sandi Bullis              |                   |        |                                           |                                                 | |
| 1959  | Sue Ingersoll             |                   |        |                                           |                                                 | désistement |
| 1959  | Carol Jones               |                   |        |                                           |                                                 | |
| 1960  | Kaye Smith                |                   |        |                                           |                                                 | |
| 1961  | Georgi Edwards            |                   |        |                                           |                                                 | |
| 1963  | Sandra Fullingim          |                   |        | Demi-finaliste, termine à la 11e place    |                                                 | |
| 1965  | Judith Baldwin (en)       |                   |        | 2e dauphine                               |                                                 | |
| 1966  | Susan Franz               | Roswell           | 19 ans |                                           |                                                 | |
| 1967  | Clydia Newell             |                   |        |                                           |                                                 | |
| 1968  | Bonnie Tafoya             |                   |        | 4e dauphine                               |                                                 | |
| 1969  | Mary Gard                 |                   |        | Demi-finaliste, termine à la 9e place     |                                                 | |
| 1970  | Theresa Phillips          | Las Cruces        |        |                                           |                                                 | |
| 1971  | Debbie Clary              |                   |        |                                           |                                                 | |
| 1972  | Donna Reel                |                   |        | Demi-finaliste, termine à la 10e place    |                                                 | Sera élue Miss Nouveau-Mexique 1974 (en) et se placera au top 10 à Miss America 1975 ; demi-finaliste à Miss États-Unis Monde 1973 (en)          |
| 1973  | Carolyn Cline             | Albuquerque       | 20 ans |                                           |                                                 | Sera élue Miss Floride 1978 (en), puis 2e dauphine de Miss America 1979                                                                          |
| 1974  | Jan Nilsson               |                   |        |                                           |                                                 | |
| 1975  | Maxine Whisler            | Albuquerque       |        |                                           |                                                 | |
| 1976  | Jonelle Bergquist         |                   |        | Demi-finaliste, termine à la 10e place    |                                                 | |
| 1977  | Denise Funderburk         | Albuquerque       |        | Demi-finaliste, termine à la 12e place    |                                                 | |
| 1978  | Marlena Garland           |                   |        | 4e dauphine                               |                                                 | |
| 1979  | Michele Sandoval          | Albuquerque       |        |                                           | Miss Photogenic                                 | |
| 1980  | Kathy Patrick             | Anthony           |        | Demi-finaliste, termine à la 6e place     |                                                 | Sera élue Miss Oktoberfest 1980 sous le titre de Miss Texas                                                                                      |
| 1981  | Lise Thevenet             | Las Cruces        |        |                                           |                                                 | |
| 1982  | Lisa Allen                | Las Cruces        |        |                                           |                                                 | |
| 1983  | Kristin Larsen            | Santa Fe          |        |                                           |                                                 | |
| 1984  | Mai Shanley (en)          | Alamogordo        | 21 ans | Gagnante Miss USA 1984                    |                                                 | Avait été élue Miss Nouveau-Mexique 1983 (en) ; demi-finaliste à Miss Univers 1984                                                               |
| 1985  | Brenda Denton             | Hobbs             | 21 ans | 1re dauphine                              |                                                 | 2e dauphine de Miss Monde 1985 ; 1re dauphine de Miss Oktoberfest 1984 sous le titre de Miss Texas                                               |
| 1986  | Heather Howell            | Farmington        |        |                                           |                                                 | |
| 1987  | Kriston « Kiki » Killgore | Albuquerque       | 19 ans | Demi-finaliste                            | 1re place (gagnante) pour le Best State Costume | |
| 1988  | Stephanie Storrie         | Clovis            |        |                                           |                                                 | 2e dauphine de Miss Oktoberfest 1987 |
| 1989  | Traci Brubaker            | Alamogordo        |        |                                           |                                                 | 1re dauphine de Miss Oktoberfest 1988 |
| 1990  | Larissa Canaday           |                   |        |                                           |                                                 | |
| 1991  | Tiffany Danton            |                   |        |                                           |                                                 | |
| 1992  | Charlotte Holland         |                   |        |                                           |                                                 | |
| 1993  | Daniela Johnson           | Albuquerque       |        |                                           |                                                 | |
| 1994  | Jill Vasquez              | Albuquerque       | 24 ans |                                           |                                                 | Avait été élue Miss Nouveau-Mexique Teen 1988 (en) ; avait atteint le top 10 à Miss Teen USA 1988 ; ancienne codirectrice de Miss Californie USA |
| 1995  | Jacqueline Grice          | Albuquerque       |        |                                           |                                                 | |
| 1996  | Layla Linn                |                   |        |                                           |                                                 | |
| 1997  | Tanya Harris              | Tatum             |        |                                           |                                                 | |
| 1998  | Maya Strunk               | Farmington        |        |                                           |                                                 | |
| 1999  | Michelle Rios             | Santa Teresa (en) | 23 ans | Finaliste du top 5, termine à la 5e place |                                                 | |
| 2000  | Christina Ortega          | Las Cruces        |        |                                           |                                                 | |
| 2001  | Jennifer Adams            | Las Cruces        |        |                                           |                                                 | |
| 2002  | Ellen Colyer              | Farmington        |        |                                           |                                                 | |
| 2003  | Alina Ogle                | Albuquerque       | 21 ans | Demi-finaliste, termine à la 6e place     |                                                 | Avait été élue Miss Nouveau-Mexique Teen 1999 (en)                                                                                               |
| 2004  | Jenna Hardin              | Lovington         | 21 ans | Demi-finaliste, termine à la 13e place    |                                                 | |
| 2005  | Jacqueline Deaner (en)    | Las Cruces        | 25 ans |                                           |                                                 | |
| 2006  | Onawa Lacy (en)           | Gallup            | 23 ans |                                           |                                                 | |
| 2007  | Casey Messer              | Alamogordo        | 23 ans |                                           |                                                 | |
| 2008  | Raelene Aguilar (en)      | Sunland Park      | 26 ans |                                           |                                                 | Avait été élue Miss Nouveau-Mexique Teen 2000 (en). Sa sœur sera élue Miss Nouveau-Mexique USA 2010.                                             |
| 2009  | Bianca Matamoros-Koonce   | Albuquerque       | 22 ans |                                           |                                                 | |
| 2010  | Rosanne Dene Aguilar      | Sunland Park      | 23 ans |                                           |                                                 | Elle est la sœur de Raelene Aguilar, Miss Nouveau-Mexique USA 2008 et Miss Nouveau-Mexique Teen 2000 (en).                                       |
| 2011  | Brittany Toll (en)        | Las Cruces        | 22 ans | Classée au top 16                         |                                                 | Avait été élue Miss Nouveau-Mexique Teen 2005 (en) ; avait atteint le top 10 à Miss Teen USA 2005                                                |
| 2012  | Jessica Martin            | Las Cruces        | 21 ans |                                           |                                                 | |
| 2013  | Kathleen Danzer           | Albuquerque       | 24 ans |                                           |                                                 | 2e dauphine de Miss Nouveau-Mexique USA 2010 ; 2e dauphine de Miss Nouveau-Mexique USA 2011                                                      |
| 2014  | Kamryn Blackwood          | Farmington        | 22 ans |                                           |                                                 | |
| 2015  | Alexis Duprey             | Alamogordo        | 24 ans |                                           |                                                 | |
| 2016  | Naomie Germain            | Bernalillo        | 22 ans |                                           |                                                 | |
| 2017  | Ashley Mora               | Albuquerque       | 25 ans |                                           |                                                 | |
| 2018  | Kristen Leyva             | Santa Fe          | 23 ans |                                           |                                                 | |
| 2019  | Alejandra Gonzalez        | Las Cruces        | 26 ans | 1re dauphine                              |                                                 | |
| 2020  | Cecilia Rodriguez         | South Valley      | 27 ans |                                           |                                                 | |
| 2021  | Christa Schafer           | Las Cruces        | 26 ans |                                           |                                                 | |
| 2022  | Suzanne Perez             | Portales          | 25 ans | Top 12                                    |                                                 | |
| 2023  | Bianca Wright             | Anthony           | 28 ans | Top 20                                    |                                                 | Élu dans le Top 20 grâce au vote en ligne. |
| 2024  | Mackenzie Sydow           | Albuquerque       | 22 ans |                                           |                                                 | |

A.  Âge de la candidate au moment de l’élection.